# Roberto Gatto

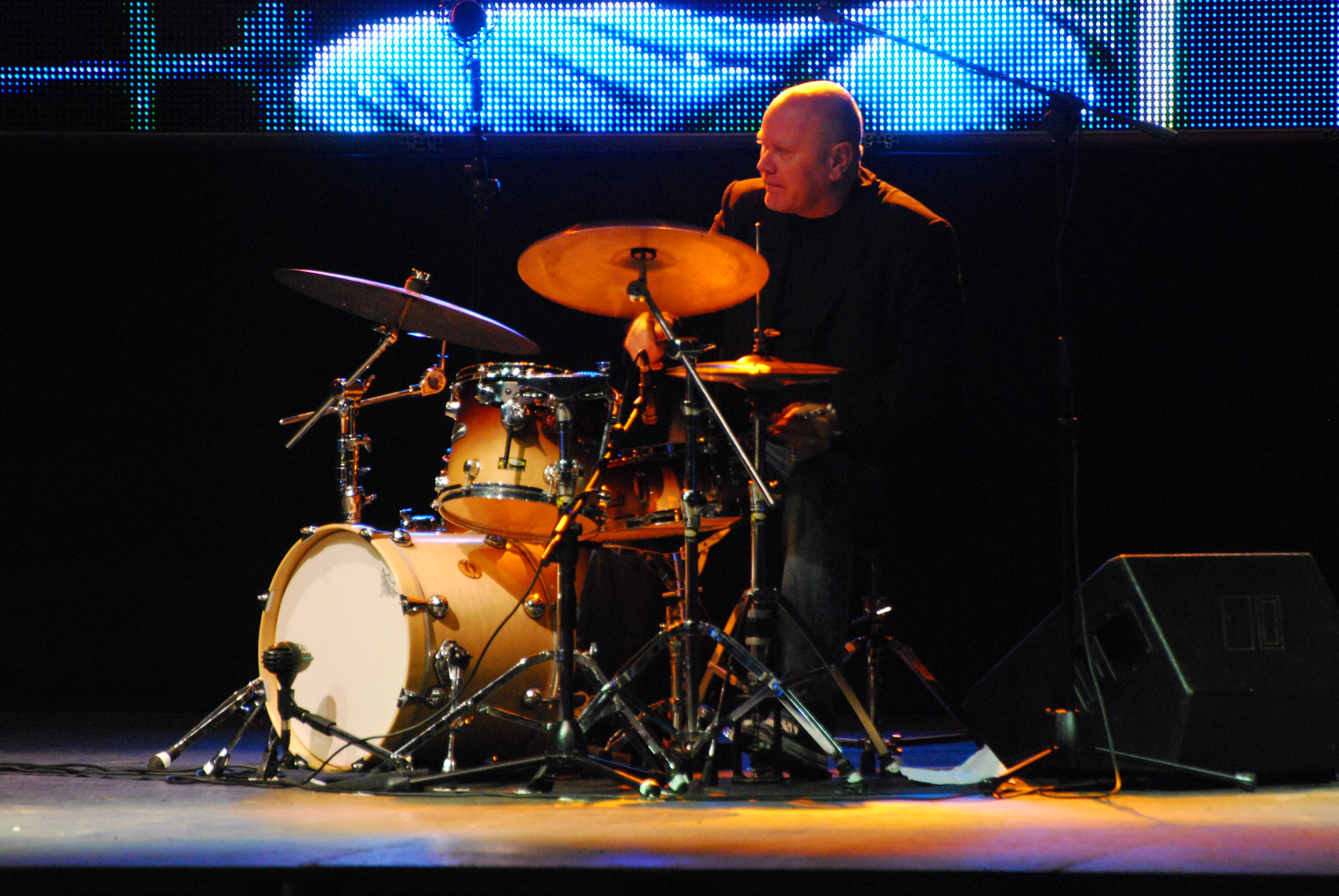
Roberto Gatto, 2010

Roberto Gatto (Rome, 6 oktober 1958) is een Italiaanse jazz-drummer en componist.
Gatto debuteerde als professioneel muzikant in 1975 met Trio di Roma, met Danilo Rea op piano-met Rea zou hij later nog regelmatig samenwerken. Eind jaren tachtig werd hij drie keer verkozen als de beste drummer in de jaarlijkse poll van Guitar Club. In 1993 en 1994 maakte hij twee instructie-video's. In 1995 en 1996 was hij artistiek directeur van Jazz in progress  in Teatro Dell'Angelo. Tegenwoordig is hij dat voor het jazzfestival Alta Valle del Potenza. Gatto heeft verschillende groepen, waaronder een kwintet. De laatste jaren componeert hij ook filmmuziek.
Gatto speelde en/of nam op met onder meer Chet Baker, Phil Woods, Lee Konitz, Enrico Pieranunzi, Enrico Rava, Bob Berg, Tommy Flanagan, Joe Zawinul, Joe Lovano en Eric Vloeimans.

## Discografie
als leider:
- Notes feat. Michael Brecker), 1987
- Ask feat. John Scofield, 1987
- Luna, 1989
- Sing Sing Sing, Via Veneto Jazz, 1999
- Plays Rugantino, CAM Jazz, 2000
- Deep, CAM Jazz, 2003
- Jungle Three, Duck Recordings, 2006
- Traps, Cam Jazz, 2007
- Baci Rubati (met Danilo Rea, Musicomania/Wide Sound, 2008
- Music Next Door, Universal Music Portugal, 2008
- 7, Via Veneto Jazz, 2009
- La Musica Di Noi (met Danilo Rea en Dario Rosciglione), Alice, 2010